# Always Loved A Film
«Always Loved A Film» es una canción de la banda inglesa Underworld, incluido en su octavo álbum de estudio Barking. Fue lanzado el 19 de agosto de 2010, como segundo sencillo del álbum, y fue coproducido por los productores de música house Dean Mariott (alias D. Ramirez) y Mark Knight (el fundador del sello Toolroom Records). Este dúo ya había colaborado en el sencillo "Downpipe", editado en el 2009, en el que contó con la letra y la voz de Karl Hyde. Logró ingresar en el Billboard Japan Hot 100 alcanzando el puesto número 52.

## Descripción
La producción de Mark Knight junto a D. Ramirez se nota, sobre todo, en los teclados trance y los ritmos muy pegadizos, le da por momentos un toque épico al track. Nos muestran así, una nueva pero atrayente faceta del grupo. En una explosión colorista que bien puede ser considerada el tema estrella del álbum, al menos en cuanto a facilidad de escucha y que seguro hará las delicias de muchos de sus aficionados en festivales.

## Video musical
El videoclip fue dirigido por Graham Wood. Es protagonizado por unos señores mayores, actuando como si fuesen una banda de skaters patinando, haciendo grafitis, ligando… en fin, comportándose como adolescentes.

## Listado de canciones
| Descarga digital |                                                        |          |  |
| N.º              | Título                                                 | Duración |  |
| 1.               | «Always Loved A Film» (Álbum Versión)                  | 6:56     |  |
| 2.               | «Always Loved A Film» (Extended Club Mix)              | 7:52     |  |
| 3.               | «Always Loved A Film» (Michael Woods Remix)            | 7:43     |  |
| 4.               | «Always Loved A Film» (DJ Madskillz Dark Movie Remix)  | 7:10     |  |
| 5.               | «Always Loved A Film» (Solo Remix)                     | 6:42     |  |
| 6.               | «Always Loved A Film» (Breakage's Lazer Fingers Remix) | 4:03     |  |
| 7.               | «Always Loved A Film» (Radio Edit)                     | 3:38     |  |
| 8.               | «Always Loved A Film» (Instrumental)                   | 7:45     |  |
| 9.               | «Always Loved A Film» (Michael Woods Dub Remix)        | 7:44     |  |

| CD, sencillo (The French Remixes) |                                                         |          |  |
| N.º                               | Título                                                  | Duración |  |
| 1.                                | «Always Loved A Film» (Radio Edit)                      |          |  |
| 2.                                | «Always Loved A Film» (Clément Meyer Remix Radio Edit)  |          |  |
| 3.                                | «Always Loved A Film» (Club Cheval Club Mix Radio Edit) |          |  |
| 4.                                | «Always Loved A Film» (Álbum Versión)                   |          |  |
| 5.                                | «Always Loved A Film» (Clément Meyer Remix)             |          |  |
| 6.                                | «Always Loved A Film» (Club Cheval Club Mix)            |          |  |
| 7.                                | «Always Loved A Film» (Subkittenz Remix)                |          |  |